# Коук, Д’Эвес
Д’Эвес Коук (англ. D’Ewes Coke; 1747 — 12 апреля 1811, Бат) — приходской пастор Пинкстона и Южного Нормантона в Дербишире, владелец угольной шахты и филантроп.
Был женат на Анне (Hannah), наследнице Джорджа Гейвуда Бримингтонского (George Heywood).

## Происхождение
Родился в Мэнсфилд Вудхаусе (Mansfield Woodhous) в 1747 году; был единственным сыном в семье Джорджа Коука (1725—1759) и его жены Элизабет. Сам Джордж Коук был сыном другого Д’Эвеса Коука (ум. 1751) и его первой жены Фрэнсис Коук и был единственным из трёх детей, выжившим в детстве. Отец Коука умер в 1759 году, когда его сыну было только двенадцать лет.
Имя Д’Эвес пришло от прабабушки Коука, Элизабет Д’Эвес (Elizabeth d’Ewes), которая была матерью первого Д’Эвеса Коука. Будучи дочерью сэра Виллуби Д’Эвеса (Willoughby d’Ewes), барона Стоулендтофт-Холла (Stowlangtoft Hall), она была женой прадеда Коука, Хейгама Коука (Heigham Coke). Её дедом был сэр Симондс Д’Эвес (Simonds d’Ewes).
Наследственные корни семьи Коука достигают XV века и включают таких выдающихся людей, как Джорджа Коука, епископа Херефорда, и сэра Джона Коука, государственного секретаря при короле Карле I.
Семья Коука обладала угольными шахтами в Пинкстоне, где Коук позднее профинансировал строительство школы .
Коук был двоюродным братом Даниеля Коука (1745—1825), адвоката и парламентария.

## Биография
Коук получил образование в Рептонской школе и Колледже св. Джона в Кембридже, где он был вынужден оплачивать проживание и обучение. По получении духовного сана в 1770 году Коук был рукоположен в деканы 23 сентября 1770 года и в священники 15 декабря 1771 года. В 1771—1811 был приходским пастором в Пинкстоне и Южном Нормантоне.
Он женился на Анной, дочери Джорджа Хейвуда (ум. 1818) с Бримингтон-Холле (Brimington Hall), где Коук провёл свои последние годы. У них было три сына, старшего из которых назвали Д’Эвес Коук (1774—1856), который был наследником семьи Коуков и стал адвокатом. Второй сын тоже занялся юриспруденцией и стал сэром Уильямом Коуком (1776—1818), судьей на Цейлоне. Третьим их сыном был Джон Коук (ум. 1841), служивший старшим шерифом Ноттингемшира в 1830 году. Джон Коук также способствовал созданию Пинкстонской фарфоровой фабрики. Трое сыновей сыграли свою роль в открытии железной дороги «Mansfield and Pinxton Railway», которая открылась в 1819 году.
Фамильный портрет Коука, хранящийся в Музее и художественной галерее Дерби, в 1782 году нарисовал английский художник Джозеф Райт, вскоре после того, как Коук со своей женой получили в наследство Брукхил-Холл (Brookhill Hall) около Пинкстона. Они изображены рядом с двоюродным братом Даниэлем Коуком, который сидит за столом на открытом воздухе под широким деревом. Центром композиции и объектом дискуссий является лист бумаги, который держит Даниэль Коук. Райт поставил Д’Эвеса Коука на вершине семейного треугольника, и он смотрит в сторону своей жены. Смысловое наполнение композиции Райта было утрачено.
Коук стал членом Философского общества Дерби, образовавшееся после переезда в город Эразма Дарвина.
Коук умер в Бате 12 апреля 1811 и был похоронен в Пинкстоне.

## Наследие
По его последней воле в Пинкстоне была учреждена добровольная организация, в которую из прибыли от угольных шахт зачислялось пять фунтов в год, что позволило приобретать книги бедным детям.